# Ignaz Peter Lüstner

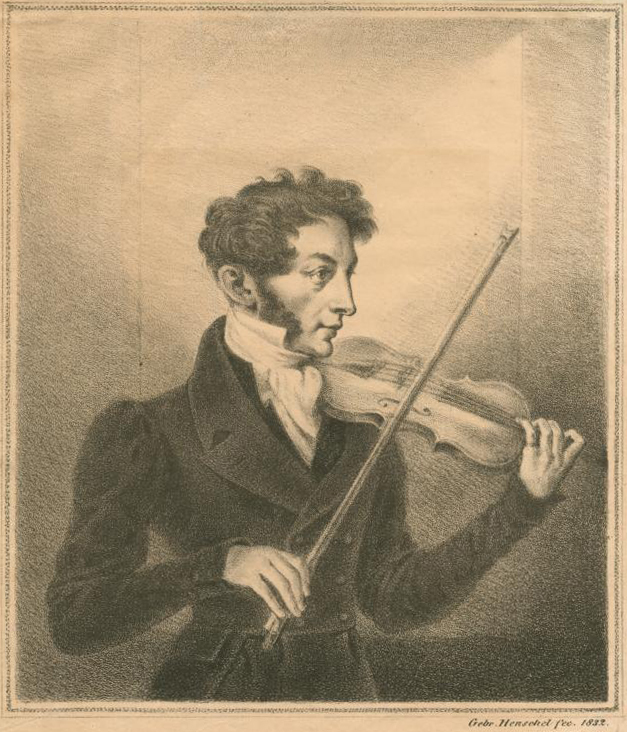
Ignaz Peter Lüstner

Ignaz Peter Lüstner (* 22. Dezember 1793 in Poischwitz; † 30. Januar 1873 in Breslau) war ein deutscher Violinist und Dirigent.

## Leben
1814 zog Lüstner nach Breslau. Ab 1819 wirkte er als Konzertmeister der Hofkapelle des Fürsten Heinrich zu Carolath-Beuthen. Nach deren Auflösung wurde er 1826 erster Violinist am Königstädter Theater in Berlin, kehrte jedoch nach einem Jahr wieder nach Breslau zurück. Dort gründete er im Jahre 1844 eine eigene Musikschule für das Violinspiel. Lüstner war eine der prägenden Persönlichkeiten des Breslauer Musiklebens.
Lüstners fünf Söhne, Karl (1834–1906), Otto (1839–1889), Louis (1840–1918), George (1847–1887) und Richard (1854–1912), wurden ebenfalls Musiker.
Von seinen zahlreichen Schülern sind Salomon Jadassohn und Julius Stern hervorzuheben.